# Jeannine Gramick
Jeannine Gramick (* 1942 in Philadelphia) ist eine römisch-katholische Ordensschwester und Mitgründerin der Organisation New Ways Ministry.

## Leben
Jeannine Gramick wurde als Kind einer polnischen römisch-katholischen Familie in Philadelphia geboren, wo sie katholische Schulen und Hochschulen besuchte. Sie zog 1960 nach Baltimore und trat in die Kongregation der Armen Schulschwestern von Unserer Lieben Frau ein. In den frühen 1970er Jahren war sie als Associate Professor für Mathematik am College of Notre Dame of Maryland tätig. Sr. Jeannine graduierte mit einem M.Sc. an der University of Notre Dame und erlangte später einen Ph.D. an der University of Pennsylvania.
Während dieser Zeit lernte sie einen schwulen Mann freundschaftlich kennen und begann, Seelsorge für lesbische und schwule Menschen anzubieten. Sie organisierte Gottesdienste für Menschen mit homosexueller Orientierung, die die katholische Kirche verlassen hatten, da diese die Haltung ihrer Kirche zur Homosexualität ablehnten. In ihrer Arbeit begann sie diesen ausgetretenen Menschen mit Liebe und Hingabe entgegenzutreten und zu vermitteln, dass die katholische Kirche sie weiter als Kirchenmitglieder einlädt. Gramick half in der Folgezeit des Weiteren drei Organisationen, die sich an katholisch verbliebene LGBT-Personen richteten. Zudem wurde sie Mitgründerin der Organisation New Ways Ministry.
Gramick reiste in den folgenden Jahren zu verschiedenen Gruppen und sprach mit diesen über die unterschiedlichen sexuellen Orientierungen von Menschen. Sie berichtete über die Haltung der American Psychiatric Association, das Homosexualität keine Krankheit sei. Konsequent führte sie weitere Dialoge, Diskussionen und Aufklärung, um Vorurteile und Stereotype über LGBT-Personen abzubauen. Sie setzte sich als Anwältin für die Akzeptanz homosexueller Menschen mit vollen und gleichen Rechten als Mitglieder in religiösen, zivilen und gesellschaftlichen Gruppen ein. Sie hält daran fest, dass nur wenn alle Menschen mit gleicher Würde und Respekt behandelt werden, Frieden und Harmonie weltweit zu erreichen ist.
Von der Ordensleitung der Armen Schulschwestern von Unserer Lieben Frau wurde sie während ihres Engagements und ihrer Dienste in den 1980er und 1990er Jahren rund 20 Jahre lang unterstützt. Aufgrund von Opposition zu ihrer Arbeit durch ultrakonservative Christen und fortwährender politischer Diffamierung in der Kirche erklärte die Kongregation für die Glaubenslehre 1999, dass sich Sr. Jeannine als Ordensfrau nicht länger für die pastorale Arbeit mit LGBT-Personen engagieren solle. Im Jahre 2000 ordnete die Kongregation der Armen Schulschwestern an, dass Gramick als Ordensfrau nicht weiterhin in der Öffentlichkeit über das Thema Homosexualität sprechen solle, um einen tieferen Konflikt mit dem Vatikan zu vermeiden.
Sr. Jeannine erklärte hierzu: „I choose not to collaborate in my own oppression by restricting a basic human right [to speak]. To me this is a matter of conscience.“ 2001 verließ Sr. Jeannine die Armen Schulschwestern und trat zu den Sisters of Loretto über, deren Leitung Sr. Jeannine bei ihrer Aufklärungsarbeit und der Seelsorge für homosexuelle Katholiken unterstützt.
Viele Gruppen haben in den vergangenen Jahrzehnten die Arbeit von Sr. Jeannine gewürdigt und anerkannt. Zu diesen Gruppen zählen unter anderem die National Coalition of American Nuns, die Loretto Community, die Paulist Community, die Organisation Call to Action, die Organisation DignityUSA, die Leitung der University of Notre Dame und des Saint Mary’s College, das Pridefest America, die Organisation Parents and Friends of Lesbians and Gays und die American Psychological Association. Sie erhielt den Friedenspreis der Santa Claus Foundation in der Türkei für ihre Arbeit mit sexuellen Minderheiten. Sr. Jeannine wurde 2006 als Menschenrechtsaktivistin für ihre Arbeit mit dem International Mother Teresa Award geehrt.
Sr. Jeannine war zudem im Vorstand der Organisationen National Assembly of Women Religious der Religious Network of Equality for Women, Lambda Legal Defense and Education Fund und der Women's Ordination Conference tätig. Gegenwärtig ist sie im Vorstand der National Coalition of American Nuns tätig.
Sr. Jeannines Arbeit ist Thema des Dokumentarfilms In Good Conscience: Sister Jeannine Gramick's Journey of Faith. Den Film drehte die Regisseurin Barbara Rick, die den Peabody Award und Emmy Award gewonnen hat.
Im Januar 2022 wurde bekannt, dass Papst Franziskus Sr. Jeannine in einem persönlichen Schreiben vom 10. Dezember 2021 für 50 Jahre Queer-Seeelsorge gedankt habe.

## Werke (Auswahl)
Unter anderem sind folgende Bücher von Sr. Jeannine Grammick erschienen:
- Homosexuality and the Catholic Church. Thomas More Press, Chicago, Ill. 1983, ISBN 0883471493.
- Homosexuality in the Priesthood and Religious Life. Crossroad, New York 1989, ISBN 0824509633.
- The Vatican and homosexuality : reactions to the "Letter to the bishops of the Catholic Church on the pastoral care of homosexual persons". Crossroad, New York 1988, ISBN 0824508645.
- Building Bridges: Gay and Lesbian Reality and the Catholic Church. Twenty-Third Publications, Mystic, Conn. 1992, ISBN 0896225038.
- Voices of Hope: A Collection of Positive Catholic Writings on Lesbian/Gay Issues. Center for Homophobia Education, New York 1995, ISBN 0935877010.